# La Police en l'an 2000
Pour plus de détails, voir Fiche technique et Distribution.
La Police en l'an 2000 est un court métrage muet français de réalisateur inconnu, sorti en 1910. C’est le tout premier des rares films de science-fiction produits par Gaumont.

## Synopsis
En l’an 2000, la police utilise un ballon dirigeable pour se déplacer au dessus de la ville et repérer les criminels. Les agents utilisent de longues pinces pour les attraper et les placer dans une cage avant de les déposer à l’hôtel de police.

## Fiche technique
- Titre : La Police en l'an 2000
- Titre anglais : Police in the Year 2000
- Réalisateur : inconnu[2],[3] (Marcel Fabre ?)
- Société de production : Gaumont
- Production : CCL
- Pays d'origine :  France
- Langue : français
- Format : Noir et blanc – 1,33:1 – 35 mm – Muet
- Genre : science-fiction, policier
- Longueur de pellicule : 159 mètres[4]
- Durée : 4 minutes et 35 secondes[1]
- Date de sortie : 
  - France : 28 mai 1910

## Distribution
- Marcel Fabre : le pilleur de coffre-fort
- Clément Mégé : l’agent volant à la poupe du dirigeable
- Eugène Bréon : l’agent volant à la proue du dirigeable